# سیل‌بند کوت
سیل‌بند کوت (به عربی: سدة الکوت) یک سد در عراق است که در استان واسط واقع شده‌است.